# Prügy, Borsod-Abaúj-Zemplén
Prügy este un sat în districtul Szerencs, județul Borsod-Abaúj-Zemplén, Ungaria, având o populație de 2.600 de locuitori (2011). 

## Demografie
Componența etnică a satului Prügy
     Maghiari (73,59%)
     Romi (26,32%)
     Germani (0,09%)
Componența confesională a satului Prügy
     Romano-catolici (40,38%)
     Reformați (34,58%)
     Fără religie (6,96%)
     Necunoscută (17,08%)
     Greco-catolici (1%)
     Alte religii (1,69%)
Conform recensământului din 2011, satul Prügy avea 2.600 de locuitori. Din punct de vedere etnic, majoritatea locuitorilor (73,59%) erau maghiari, cu o minoritate de romi (26,32%). Nu există o religie majoritară, locuitorii fiind romano-catolici (40,38%), reformați (34,58%) și persoane fără religie (6,96%). Pentru 17,08% din locuitori nu este cunoscută apartenența confesională.